# Ø (Disambiguation)
Ø (Disambiguation) — сьомий і останній студійний альбом американського гурту Underoath, який вийшов 9 листопада 2010 року. До пісень "In Division" та "Paper Lung" були відзняті відеокліпи. До пісень "Catch Myself Catching Myself" та "Driftwood" 2011 року було представлено студійні відео.

## Треклист
| #     | Назва                          | Тривалість |
| ----- | ------------------------------ | ---------- |
| 1.    | «In Division»                  | 3:58       |
| 2.    | «Catch Myself Catching Myself» | 3:29       |
| 3.    | «Paper Lung»                   | 4:11       |
| 4.    | «Illuminator»                  | 3:10       |
| 5.    | «Driftwood»                    | 3:00       |
| 6.    | «A Divine Eradication»         | 3:16       |
| 7.    | «Who Will Guard the Guardians» | 3:52       |
| 8.    | «Reversal»                     | 1:43       |
| 9.    | «Vacant Mouth»                 | 3:53       |
| 10.   | «My Deteriorating Incline»     | 3:33       |
| 11.   | «In Completion»                | 4:20       |
| 38:42 |                                |            |